# Michele McLaughlin
Michele McLaughlin (1974) es una pianista y compositora estadounidense con más de 1800 millones de reproducciones. Ha lanzado 22 albums y 7 singles,muchos de los cuales han recibido premios.
Pianista y compositora autodidacta, inspirada por el pianista George Winston.Lanzó su primer album Beginnings en 2000.
McLaughlin gira por norteamética  y toca regularmente en su ciudad natalf Salt Lake City, Utah

## Premios y nominaciones
- 2023 Nominación - 'Home' for Album of the Year on Whisperings Solo Piano Radio [9]
- 2022 Nominación "Album of the Year" on 2022 Whisperings Solo Piano Radio Awards
- 2021 Nominación "Album of the Year" on 2020 Whisperings Solo Piano Radio Awards
- 2020 Nominación "Album of the Year" on 2020 SoloPiano.com in the "Contemporary & Modern" Category
- 2020 Nominación "Album of the Year" on 2020 Whisperings Solo Piano Radio Awards
- 2020 Nominación "Album of the Year" on 2020 SoloPiano.com in the "Contemporary & Modern" Category
- 2019 Nominación "Best Solo Piano Album" in 2019 One World Music Awards
- 2019 Nominación  "Best Piano Album" in 2019 Zone Music Reporter Awards
- 2018 Ganadora - Best Holiday/Christmas Album on 2018 SoloPiano.com Awards
- 2017 Ganadora -  Utah Music Awards - Life [10]
- 2017 Nominees and Finalists - American Songwriting Awards - Life [11]
- 2017 Nominación - Just Plain Folks Music Awards - Breathing in the Moment [12]
- 2017 Nominación "Album of the Year" in 2017 IMC Awards
- 2017 Nominación "Best Female Instrumental Artist" in 2017 IMC Awards
- 2017 Nominación "Best Instrumental Song" in 2017 IMC Awards (Give It Time, Stronger, At Home)
- 2017 Nominación "Best Instrumental Recording" in 2017 IMC Awards (Give It Time, Stronger, At Home)
- 2017 Ganadora - Best Instrumental Song in 2017 IMC Awards (Give It Time)
- 2017 Finalista - Best Instrumental Song in USA Songwriting Competition (The Gift)
- 2015 Nominación - The Indie Music Channel (IMC) Best Album Award  - Undercurrent [13]
- 2015 Nominación - The Hollywood Music in Media Awards™ (HMMA) - Undercurent [14]
- 2015 Nominación - One World Music Radio Awards - Undercurrent '[15]
- 2015 Nominación - The 15th Independent Music Award - The Space Between[16]
- 2015 Finalist - The John Lennon Songwriting Contest - 11,000 Miles [17]
- 2013 Ganadora - Whisperings Solo Piano Radio (founder David Nevue) album of the year - Waking the Muse [18]
- 2012 Nominación - Independent Music Awards - Melancholy Snowfall [19]

## Albums
- 2022   Luminous [20]
- 2021   Home [21]
- 2020  Sketches
- 2019  Memoirs
- 2017	Life (reached number 7 New Age Albums Billboard charts March 4, 2017)[22]
- 2015	Undercurrent (reached number 5 New Age Albums Billboard charts March 14, 2015) [23]
- 2015  Top 20 Solo Piano
- 2013	Waking the Muse
- 2012	Breathing In the Moment
- 2010  Christmas Plain & Simple II
- 2010	Out of the Darkness
- 2008	A Celtic Dream
- 2007	Dedication
- 2006	Christmas Plain & Simple
- 2006	Reflections 2000-2005: The Best of Michele McLaughlin
- 2005	After the Storm
- 2004	The Beginning of Forever
- 2003	A Change of Color
- 2002	The Journey
- 2001	Elysium
- 2000	Beginnings[24][25]

## Singles
- 2019  Dark Moon
- 2019  Thankful
- 2019  Pure Joy
- 2018  Triumph
- 2018  Little Love.
- 2018  My Life with You.
- 2017  Dismissed.

## Reviews
- Rolling Stone  feature [26]
- Album Review Luminous [27]
- Album Review  - Life [28]
- Album Review  - Top 20 [29]
- Album Review -  Undercurrent [30]
- Album Review - Breathing in the Moment [31]
- Album Review - Waking the Muse [32]
- Song Review -  Joffrey Ballet - Contemporary Choreographers - Crossing Ashland - Perseverance [33]